# Marie-Madeleine Fourcade
Marie-Madeleine Fourcade z domu Bridou (ur. 8 listopada 1909 w Marsylii, zm. 20 lipca 1989 w Paryżu) – francuska polityk, działaczka ruchu oporu podczas II wojny światowej, posłanka do Parlamentu Europejskiego I kadencji.

## Życiorys
Córka bobsleisty Jacques’a Bridou, część dzieciństwa spędziła w Szanghaju, gdzie pracował ojciec. W młodym wieku poślubiła wojskowego Édouarda Mérica, z którym miała dwoje dzieci, później opuściła rodzinę. W latach 30. pracowała jako dziennikarka modowa i w radiu. W 1936 podjęła współpracę z prawicową organizacją Réseaux Corvignolles i magazynem „La Spirale” związanymi z Charles’a de Gaulle’a oraz Georges’a Loustaunau-Lacau ps. „Navarre” (została także partnerką tego ostatniego).
Podczas II wojny światowej na polecenie „Navarre’a” zajęła się rekrutacją do tworzonej przez niego siatki szpiegowskiej pod nazwą „Alliance” (później „Arche de Noé”); sama działała pod pseudonimem „Hérisson”. Po aresztowaniu partnera w lipcu 1941 przejęła przywództwo w organizacji jako jedyna kobieta na takim stanowisku we Francji. „Arche de Noé” liczyła w szczytowym momencie 3 tysiące osób, udało się jej m.in. pomóc w ujawnieniu programu V-2. W tym okresie jednocześnie urodziła trzecie dziecko i przenosiła się pomiędzy kryjówkami ze względu na poszukiwanie przez władze Francji Vichy. Dwukrotnie udało jej się uciec z więzienia (w 1942 z francuskiego, w 1944 z rąk Gestapo). Pomiędzy lipcem 1943 a lipcem 1944 przebywała w Londynie, współpracując z brytyjskim wywiadem, następnie powróciła do działalności podziemnej we Francji. 
Po II wojnie światowej zajmowała stanowiska kierownicze w organizacjach kombatanckich. Aktywna także w antyrasistowskim stowarzyszeniu LICRA, opublikowała książkę wspomnieniową dotyczącą II wojny światowej. W 1958 znalazła się w komitecie centralnym Unii na rzecz Nowej Republiki, potem należała do Unii Demokratów na rzecz Republiki. Trzykrotnie bez powodzenia ubiegała się o mandat w krajowym parlamencie. W 1979 kandydowała do Parlamentu Europejskiego z ramienia Zgromadzenia na rzecz Republiki. Mandat uzyskała w październiku 1980 w miejsce Michela Debré, wykonywała go do września 1981. Przystąpiła do Europejskich Postępowych Demokratów.
Dwukrotnie mężatka, doczekała się łącznie piątki dzieci.

## Odznaczenia
Odznaczona m.in. Legią Honorową V klasy, Medalem Ruchu Oporu z rozetką (1947), belgijskim Krzyżem Wojennym, Orderem Leopolda IV klasy i Orderem Imperium Brytyjskiego IV klasy.